# Chiesa di San Possidonio (San Possidonio)
La chiesa di San Possidonio è la parrocchiale di San Possidonio, in provincia di Modena e diocesi di Carpi; inoltre, fa parte della zona pastorale 7.

## Storia
La prima citazione di una chiesa a San Possidonio risale al 962 ed è da ricercarsi in un documento del vescovo di Mantova Guglielmo. La presenza di questo edificio, menzionato come San Posedonio, è attestata pure da un documento del vescovo di Reggio Emilia Teuzone del 993. La chiesa fu riedificata nel 1221.
 Il nuovo campanile fu eretto tra il 1740 ed il 1748.
La parrocchiale venne ricostruita per interessamento del marchese Achille Tacoli e su progetto del reggiano Francesco Iori tra il 1764 ed il 1794 in stile neoclassico; durante i lavori di demolizione dell'antica chiesa furono ritrovate le reliquie di san Possidonio vescovo, che vennero traslate nel nuovo tempio. L'edificio fu gravemente danneggiato dal terremoto dell'Emilia del 2012; si rese necessario, dunque, un importante lavoro di ristrutturazione.

## Descrizione

### Interno
Opere di pregio conservate all'interno della chiesa, che è a un'unica navata, sono i quattro altari laterali, tra i quali uno in legno originariamente posto nella non più esistente chiesa dei Cappuccini di Concordia sulla Secchia, un dipinto raffigurante l'Immacolata tra i santi Geminiano e Ubaldo e col ritratto di Laura d'Este Pico, opera del 1612 di Sante Peranda, ed il coro ligneo proveniente dalla parrocchiale di Quarantoli.